# مختار دياكابي
مُختار دياكابي (بالفرنسية: Mouctar Diakhaby) (مواليد 19 ديسمبر 1996) لاعب كرة قدم فرنسي يلعب حالياً مع فالنسيا في الدوري الإسباني. كما مثل فرق الشباب الفرنسية، بدءا بفريق فرنسا الوطني لكرة القدم لأقل من 19 عاما. في 28 يونيو 2018، وقع دياكابي عقدا لمدة خمس سنوات مع نادي فالنسيا الإسباني.

## روابط خارجية
- مختار دياكابي على موقع الاتحاد الأوربي (الإنجليزية)
- مختار دياكابي على موقع إي إس بي إن إف سي (الإنجليزية)
- مختار دياكابي على موقع قاعدة بيانات كرة القدم.إي يو (الإنجليزية)
- مختار دياكابي على موقع ليكيب (الفرنسية)
- مختار دياكابي على موقع ناشيونال فوتبول تيمز (الإنجليزية)
- مختار دياكابي على موقع Soccerbase.com (لاعب) (الإنجليزية)
- مختار دياكابي على موقع Soccerway.com (الإنجليزية)
- مختار دياكابي على موقع عالم كرة القدم.نت (الإنجليزية)
- مختار دياكابي على موقع AS.com (الإسبانية)